# 彰武街道
彰武街道，是中华人民共和国河南省安陽市龙安区下辖的一个乡镇级行政单位。

## 行政区划
彰武街道下辖以下地区：
安化社区、龙山社区、张家庄村、中龙山村、西高平村、北彰武村、东龙山村、北方山村和南漳武村。